# Eurycea multiplicata
Espèce
Synonymes
- Spelerpes multiplicatus Cope, 1869

Statut de conservation UICN

 LC  : Préoccupation mineure
Eurycea multiplicata est une espèce d'urodèles de la famille des Plethodontidae.

## Répartition
Cette espèce est endémique des montagnes Ouachita aux États-Unis. Elle se rencontre :
- dans le centre-Ouest de l'Arkansas ;
- dans le sud-est de l'Oklahoma.

## Publication originale
- Cope, 1869 : A review of the species of Plethodontidae and Desmognathidae. Proceedings of the Academy of Natural Sciences of Philadelphia, vol. 21, p. 93-118 (texte intégral).